# モリンホール
モリンホール（モンゴル語: Морин хуур、ᠮᠣᠷᠢᠨ
ᠬᠤᠭᠤᠷ、Morin khuur）は、モンゴルの民族楽器である。

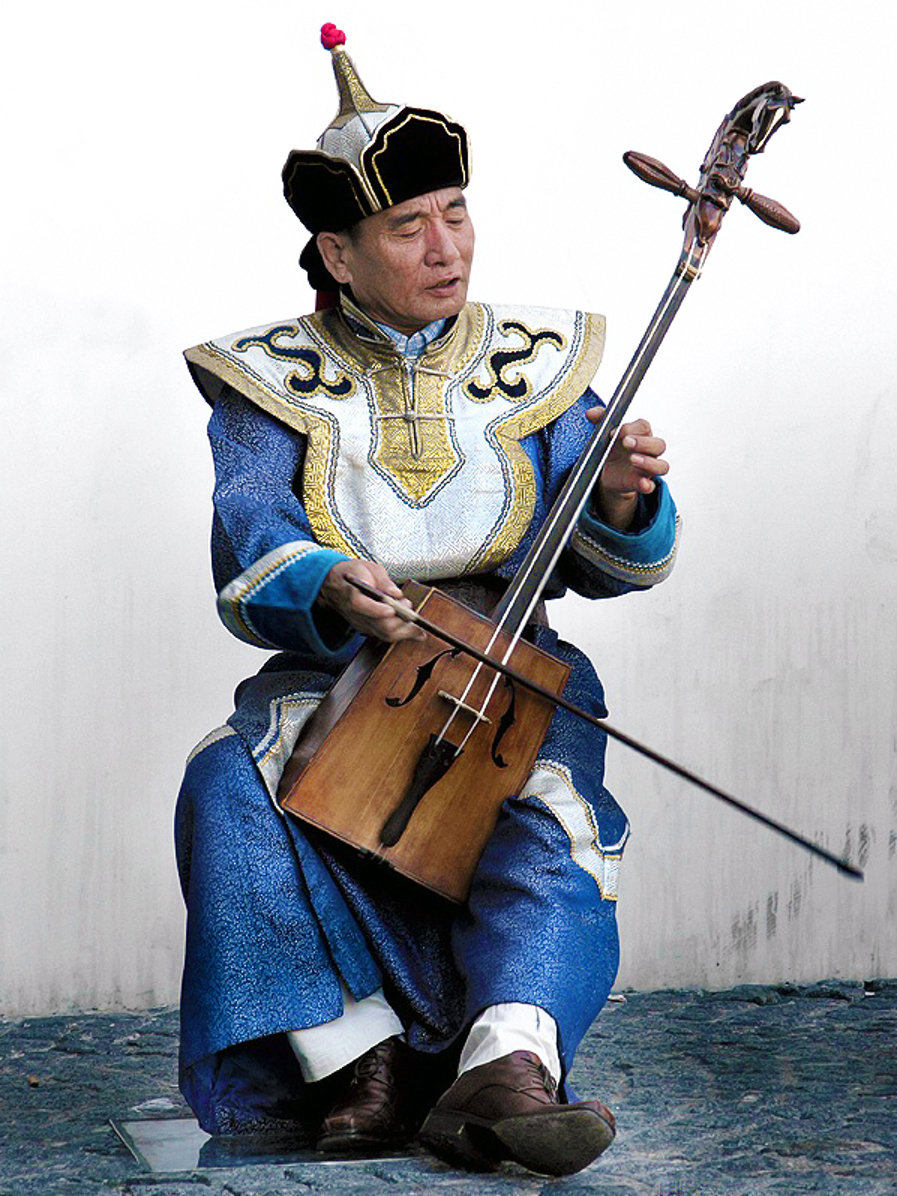
モリンホール（モンゴル国式）

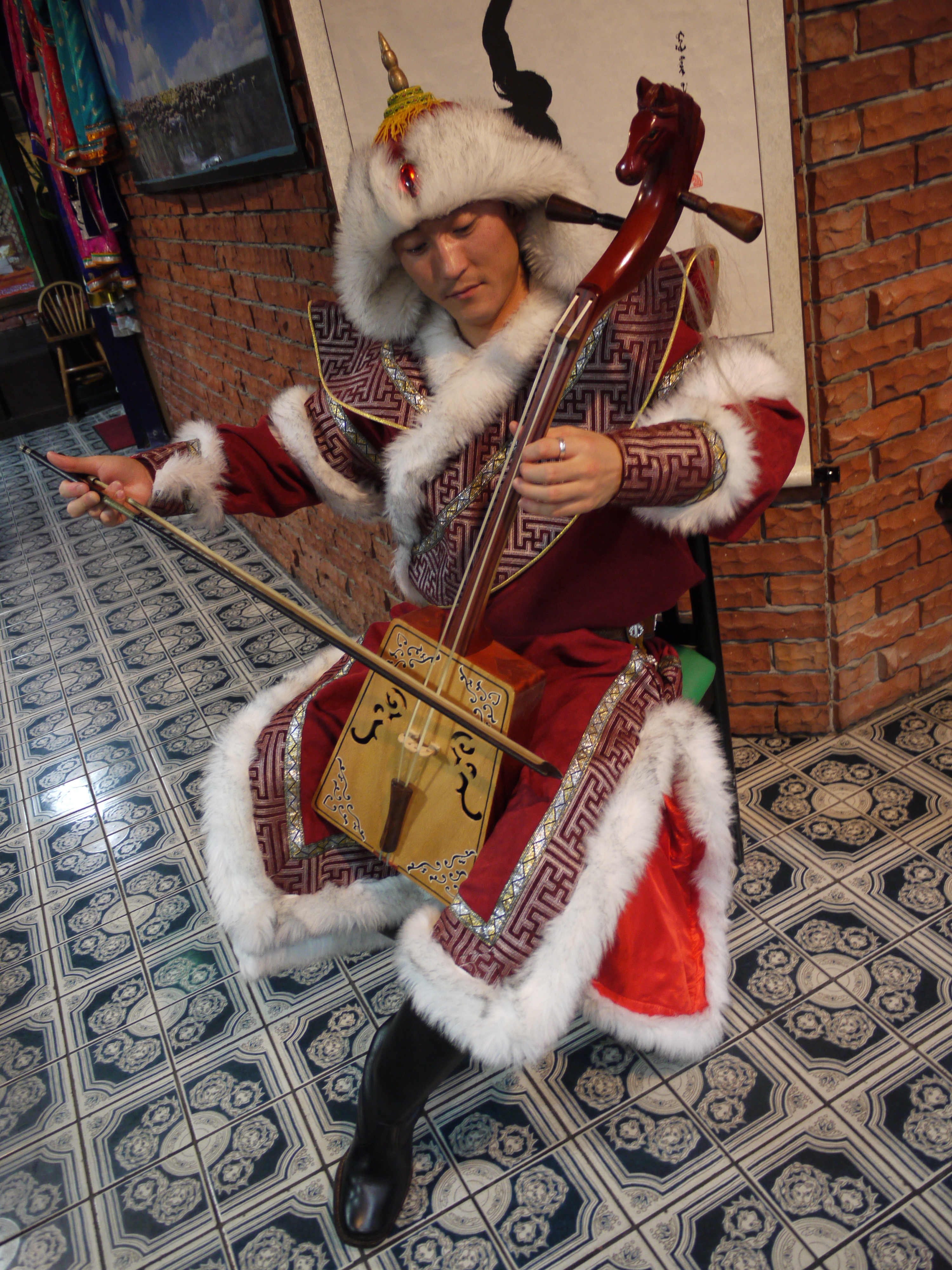
モリンホール（内モンゴル式）

## 概説
モリンホールは、弦の本数が二本の擦弦楽器であり、モンゴルを代表する弦楽器である。モンゴル語で「馬の楽器」という意味であり、楽器の棹の先端部分が馬の頭の形をしているため、日本では中国と同じ馬頭琴（ばとうきん、中国語ピンイン：Mǎtóuqín）として呼ばれる。日本では絵本の「スーホの白い馬」に出てくる楽器としても知られる。トゥヴァ共和国では、弦の本数は６本となり、外観はスペードである。喉歌（ホーミー）と共に演奏される。

## 構造
モリンホールは先端が馬の形を模した棹と、四角い共鳴箱、2本の弦から構成される。弦を支える駒が上下にあり、音程の微調整にも利用される。本体は木材を用いる。本体の共鳴箱や棹の材質は製作者によって異なるが、内モンゴルではエゾマツやシロマツなどの松材を用い、モンゴル国ではシラカバを用いる場合が多い。旧来は共鳴箱の表にヤギや子ラクダ、子馬などの皮革を張っていたが、モンゴル国では1960年代にソ連の楽器職人D.ヤローヴォイの指導により、内モンゴルでは1980年代になってB.ダルマーやチ・ボラグらが中心になって、木製の表板を用いるように改良が加えられ、さらにF字孔や魂柱などの要素も加わった。弦と弓はウマの尾毛またはナイロンを束ねて作る。ウマの尾毛の場合、低音弦は100-130本、高音弦は80本-100本、弓は150本-180本程になる。

## 音階
モリンホールは内モンゴルとモンゴル国で、材質や構造や装飾などのほかに、音程にも違いが見られる。2本の弦の音程は、内モンゴルでは高音弦でド(C)、低音弦でソ(G)なのに対し、モンゴル国では高音弦でシ♭(B♭)、低音弦でファ(F)となる。また、三味線のように数種類の調弦があり、演奏者や曲目、地方などにより変更される。

## 音質
音質は柔らかで奥行きのある響きで、チェロやヴァイオリンのような澄んだ音にはないノイズの含有が、モリンホールの特徴的な音質を形作っている。そのため、「草原のチェロ」とも呼ばれている。ギターのようなハーモニクス奏法も可能である。

## その他

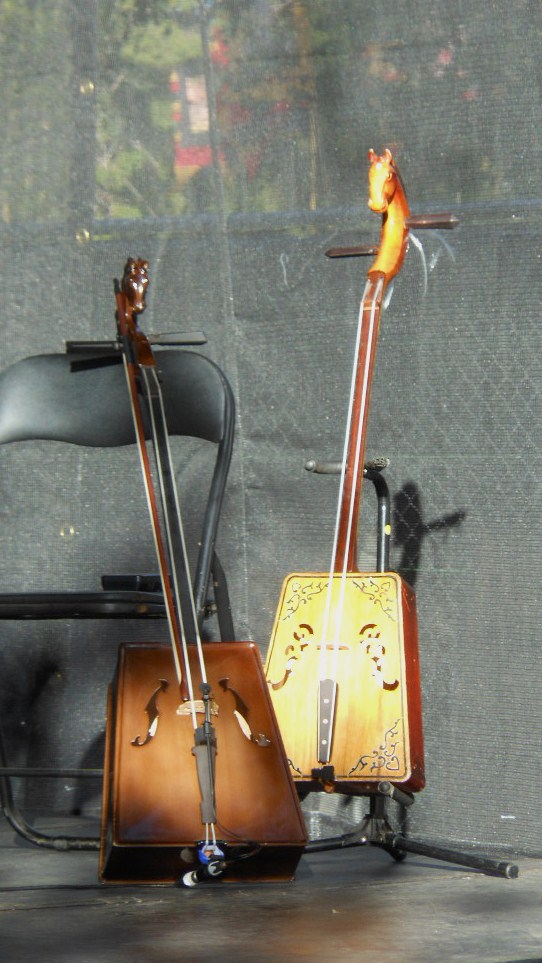
モリンホール

モンゴルでは『スーホの白い馬』よりもフフー・ナムジルとその愛馬の話が起源譚として広く知られている。ナムジルという名の羊飼いが翼の生えた馬を飼っており、これに乗って毎夜恋人の元に通っていたが、ある日ナムジルを引き留めたい恋人が翼を切り落とした事で墜落死してしまい、悲しんだナムジルが愛馬の皮と尾を使って楽器を作成したとされる。
モリンホールの伝統音楽は2003年、ユネスコの「人類の口承及び無形遺産の傑作の宣言」において傑作の宣言を受けており、無形文化遺産に登録されることが事実上確定していたが、2009年9月の第1回登録で正式に登録された。
2005年の愛・地球博の閉会式コンサートにおいてリポー（李波）によるモリンホールの演奏が行われた。
2008年の北京オリンピックでは、7月15日に吉林省松原市で2008棹のモリンホール演奏が行われ、さらに8月8日の開会式プレイベントにおいても、チ・ボラグらによる80棹のモリンホール演奏が北京国家体育場で行われた。